# Chris McNaughton
Christopher George McNaughton, detto Chris (Norimberga, 11 ottobre 1982), è un ex cestista tedesco.

## Carriera
Con la Germania ha disputato i Campionati mondiali del 2010.

## Palmarès
- LEB Silver (2009)
- Coppa LEB Silver (2009)
- EuroChallenge: 1

BG 74 Gottingen: 2009-10